# Бенкрофт (Західна Вірджинія)
Бенкрофт (англ. Bancroft) — місто (англ. town) в США, в окрузі Патнем штату Західна Вірджинія. Населення — 387 осіб (2020).

## Географія
Бенкрофт розташований за координатами 38°30′39″ пн. ш. 81°50′30″ зх. д. / 38.51083° пн. ш. 81.84167° зх. д. (38.510908, -81.841581).  За даними Бюро перепису населення США в 2010 році місто мало площу 0,38 км², з яких 0,36 км² — суходіл та 0,02 км² — водойми.

## Демографія
Згідно з переписом 2010 року, у місті мешкало 587 осіб у 240 домогосподарствах у складі 170 родин. Густота населення становила 1565 осіб/км².  Було 256 помешкань (682/км²).
Расовий склад населення:
| - 98,6 % — білих - 0,2 % — вихідців з тихоокеанських островів |

До двох чи більше рас належало 1,0 %. Частка іспаномовних становила 0,7 % від усіх жителів.
За віковим діапазоном населення розподілялося таким чином: 21,1 % — особи молодші 18 років, 63,6 % — особи у віці 18—64 років, 15,3 % — особи у віці 65 років та старші. Медіана віку мешканця становила 43,8 року. На 100 осіб жіночої статі у місті припадало 101,0 чоловіків;  на 100 жінок у віці від 18 років та старших — 98,7 чоловіків також старших 18 років.
Середній дохід на одне домашнє господарство  становив 61 321 долар США (медіана — 75 278), а середній дохід на одну сім'ю — 71 178 доларів (медіана — 76 528). За межею бідності перебувало 8,7 % осіб, у тому числі 16,4 % дітей у віці до 18 років та 6,4 % осіб у віці 65 років та старших.
Цивільне працевлаштоване населення становило 410 осіб. Основні галузі зайнятості: освіта, охорона здоров'я та соціальна допомога — 33,4 %, мистецтво, розваги та відпочинок — 21,5 %, будівництво — 18,0 %.